# روتموهل
روتموهل (به آلمانی: Rothemühl) یک شهر در آلمان است که در فرپومرن-گرایفسوالد واقع شده‌است. روتموهل ۳۰۱ نفر جمعیت دارد.